# غازران (مقاطعة فراهان)
غازران (بالفارسية: گازران) هي قرية تقع في مركزي في إيران. يقدر عدد سكانها بـ 143 نسمة بحسب إحصاء 2016.